# Poslovni sistem
Poslovni sistem je od okolja razmejena in zaokrožena smiselna celota, ki se ukvarja s poslovanjem; takšna celota ima lahko naravo podjetja ali zavoda, lahko pa je označena tudi zgolj kot celota poklicnega delovanja kakega človeka ali kakega državnega organa. Poslovni sistem je celota medsebojno povezanih sestavin, ki omogočajo poslovni proces in pri njem v večji ali manjši meri vplivajo druga na drugo, hkrati pa tudi enota, ki je obdana z okoljem, s katerim jo prav tako v večji ali manjši meri povezujejo medsebojni vplivi. Poslovni sistem je dinamičen, ker se zaradi vplivov iz okolja njegov ustroj in delovanje nenehno spreminjata.